# اختفا (فیلم ۲۰۱۳)
اختفا یا سفید کردن (به انگلیسی: Whitewash) فیلمی محصول سال ۲۰۱۳ و به کارگردانی امانوئل هوس دسماریس است. در این فیلم بازیگرانی همچون توماس هیدن چرچ، آنی پاسکال، مارک لابرچه، ایزابل نلیسه و جنوی لاروچه ایفای نقش کرده‌اند.